# 多胡薬師塚古墳
多胡薬師塚古墳（たごやくしづかこふん）は、群馬県高崎市吉井町吉井川にある古墳。形状は円墳。高崎市指定史跡に指定されている。

## 概要
群馬県南部、鏑川南岸の上位段丘上に築造された古墳である。これまでに発掘調査は実施されていない。
墳形は円形で、直径約25メートル・高さ約3.5メートルを測る。墳丘表面では葺石が認められるが、埴輪は認められない。埋葬施設は両袖式の横穴式石室で、南方向に開口する。切石によって構築された整美な石室で、一部に切組積み手法が認められる。石室内の副葬品は明らかでない。築造時期は古墳時代終末期の7世紀後半頃と推定される。周辺では和銅4年（711年）頃建碑の多胡碑（吉井町池、国の特別史跡）が知られ、石材・加工技術の共通性が注目される。
古墳域は1971年（昭和46年）に旧吉井町指定史跡（現在は高崎市指定史跡）に指定されている。

## 遺跡歴
- 1938年（昭和13年）の『上毛古墳綜覧』に「吉井町第1号墳」として登載。
- 1952年（昭和27年）、石室実測調査（尾崎喜左雄ら群馬大学）[1]。
- 1971年（昭和46年）6月29日、旧吉井町指定史跡に指定（現在は高崎市指定史跡）[1]。

## 埋葬施設

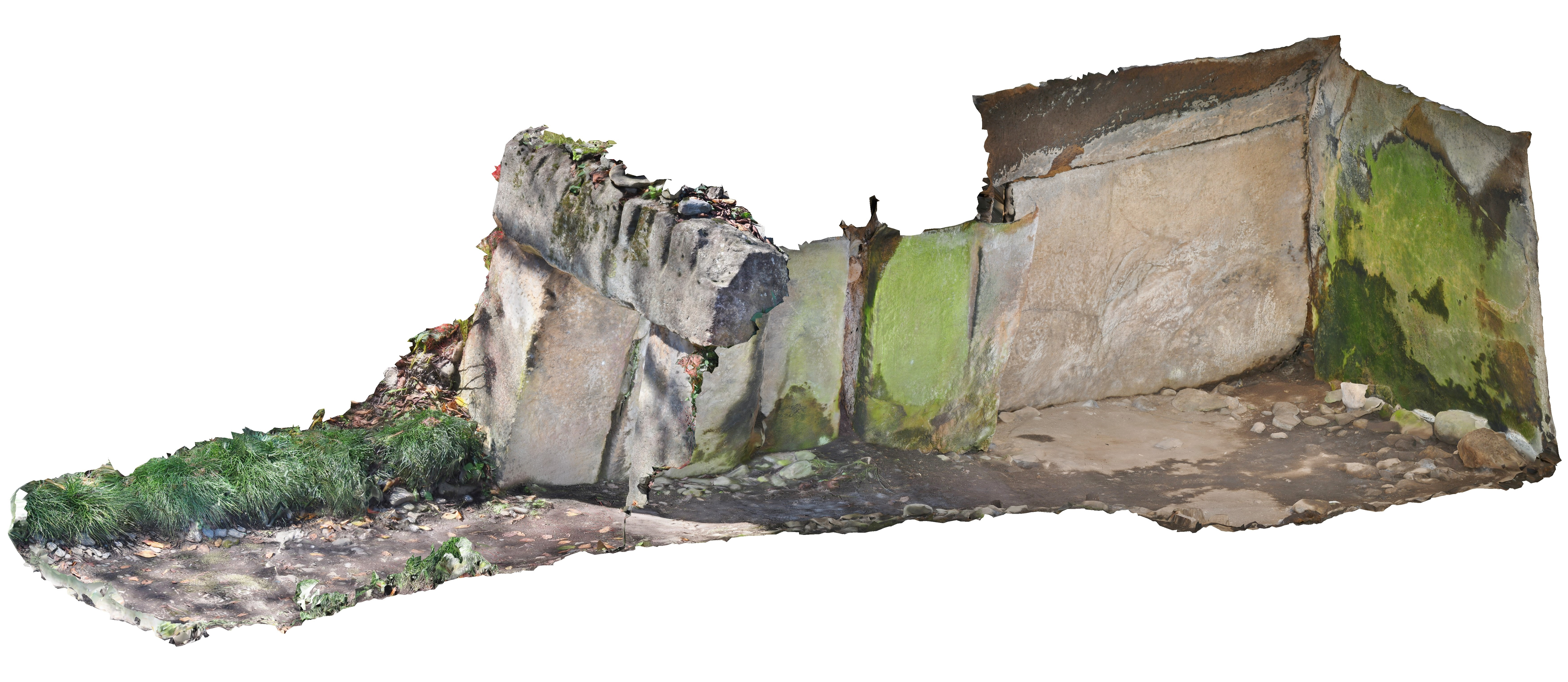
石室俯瞰図左から右に、羨道・玄室。

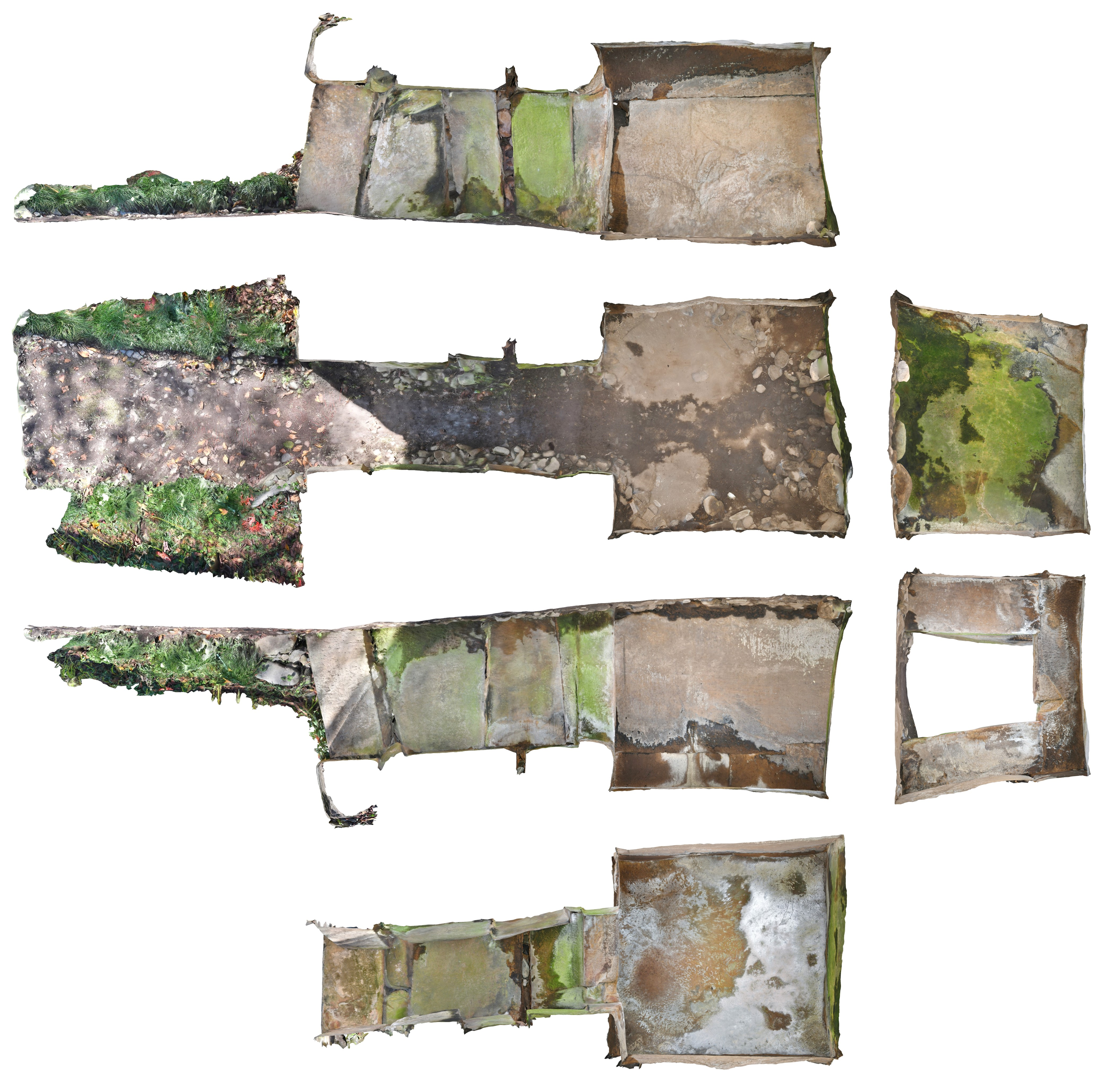
石室展開図

埋葬施設としては両袖式横穴式石室が構築されており、南方向に開口する。石室の規模は次の通り。
- 石室全長：4.94メートル
- 玄室：長さ2.1メートル、幅2.15メートル（奥壁）、高さ1.7メートル
- 羨道：長さ2.8メートル、幅1.1メートル、高さ1.3メートル

石室の石材は地元で産出する牛伏砂岩（多胡石）の切石で、多胡碑と共通する。玄室は奥壁を一枚石とし、両側壁は大石の上に小さい石を載せる。天井石は1石。

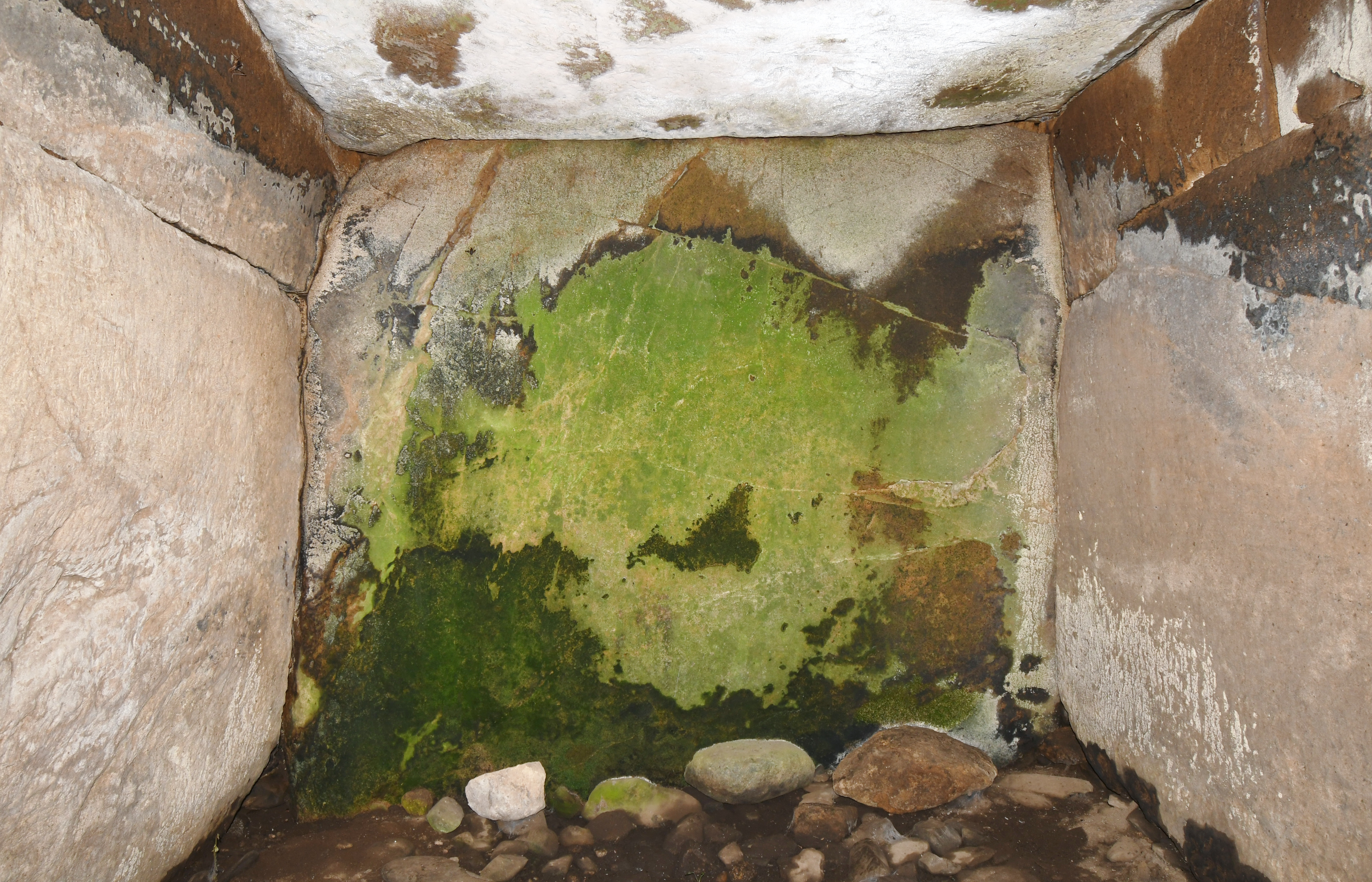
玄室（奥壁方向）
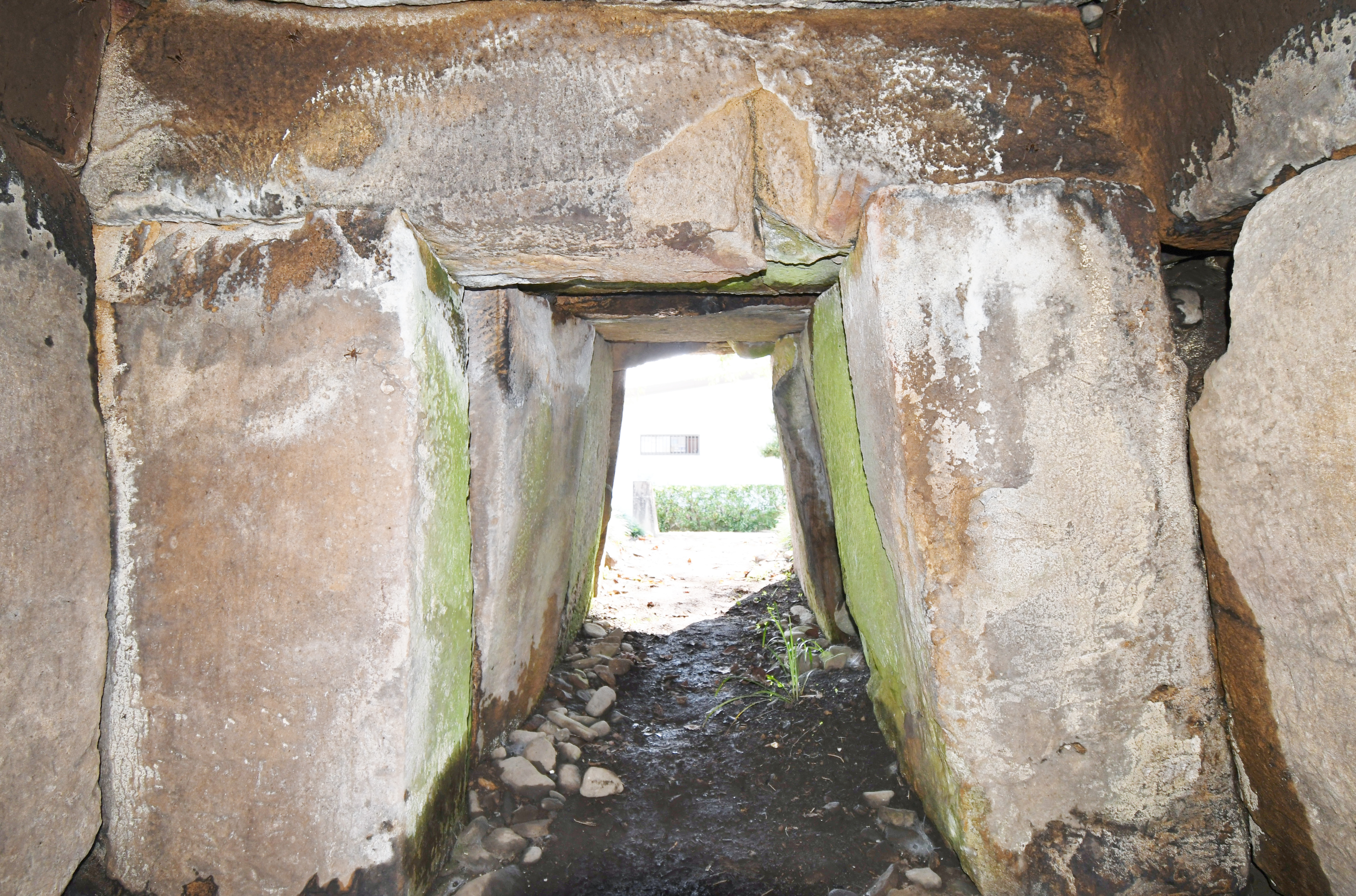
玄室（羨道方向）
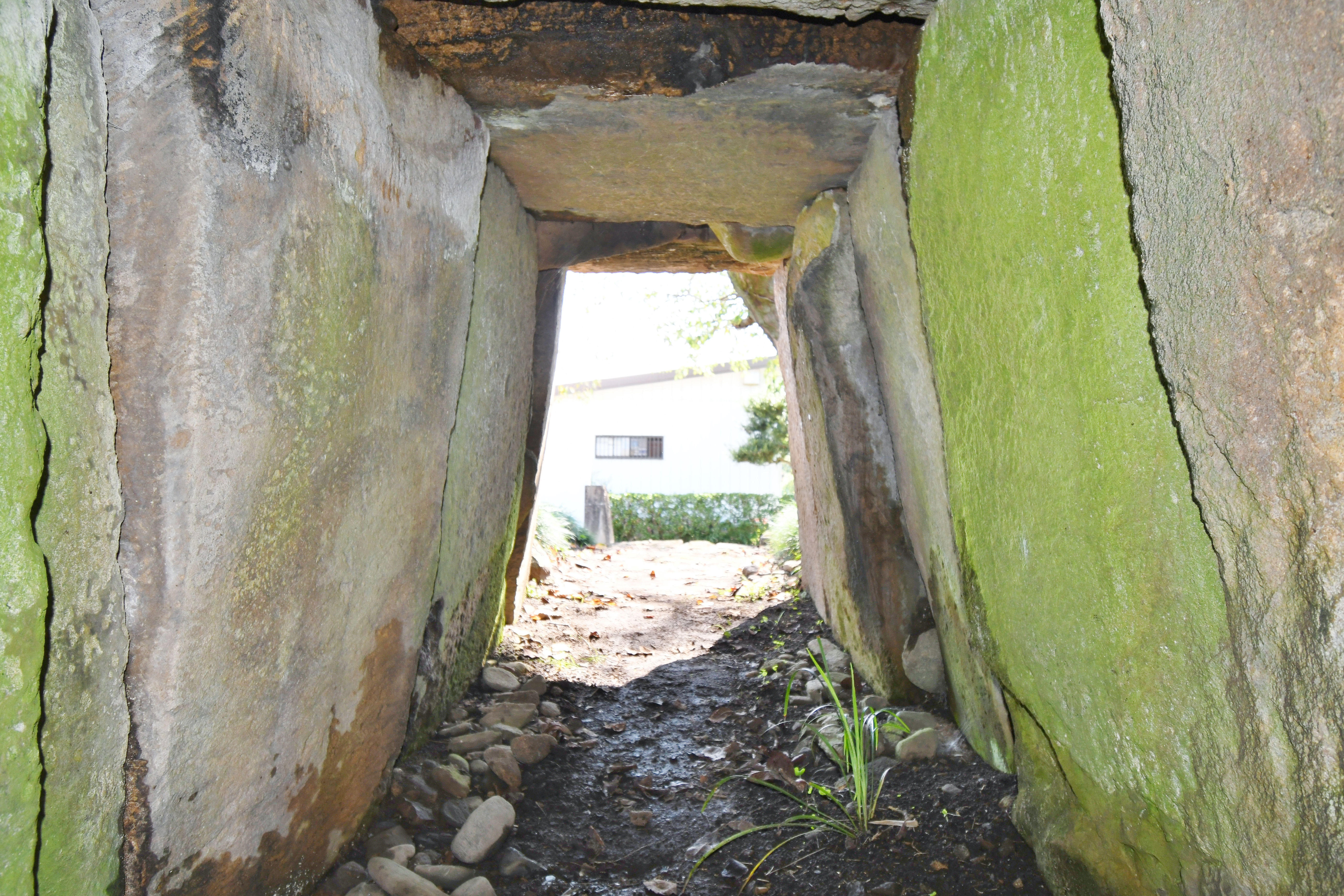
羨道（開口部方向）
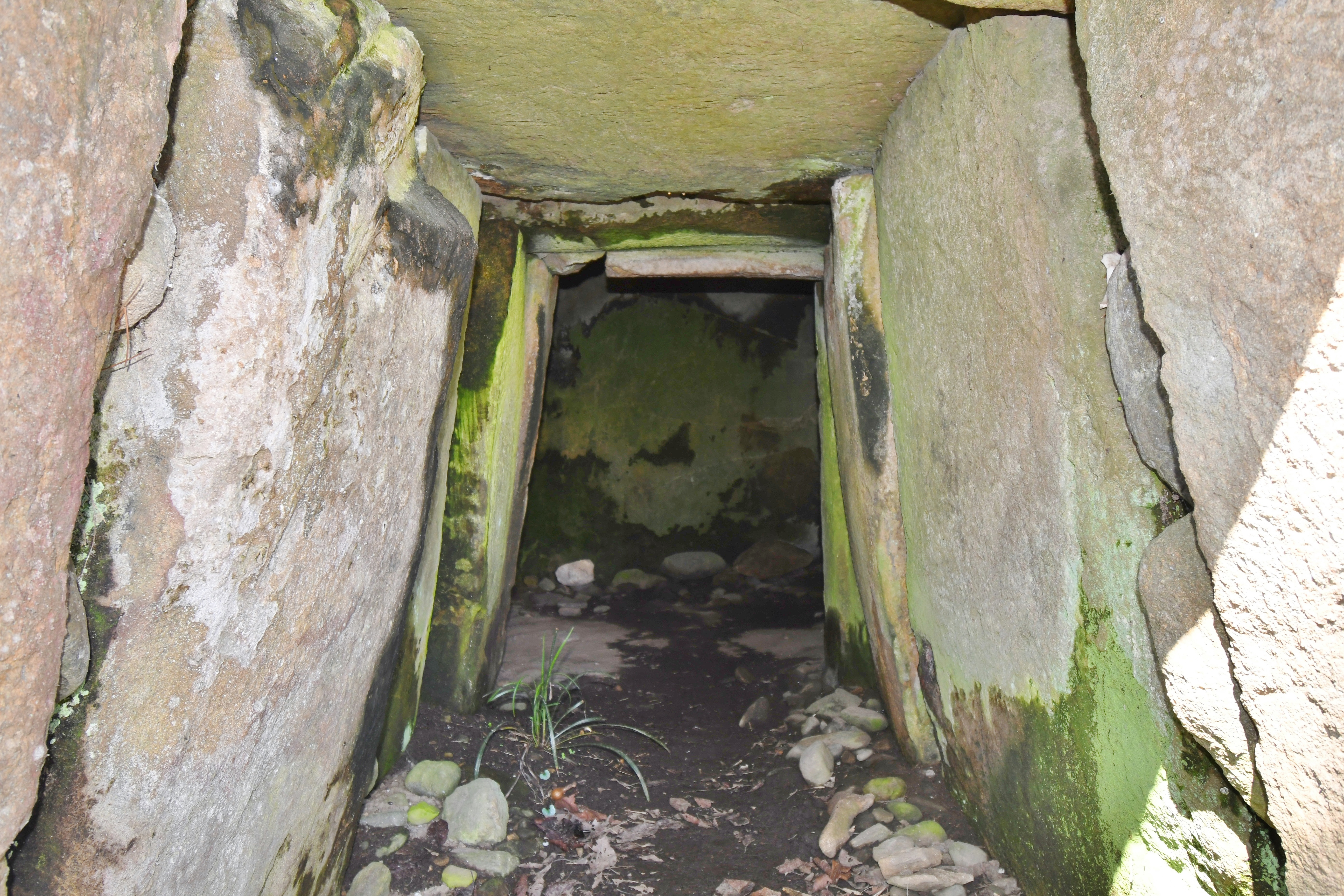
羨道（玄室方向）
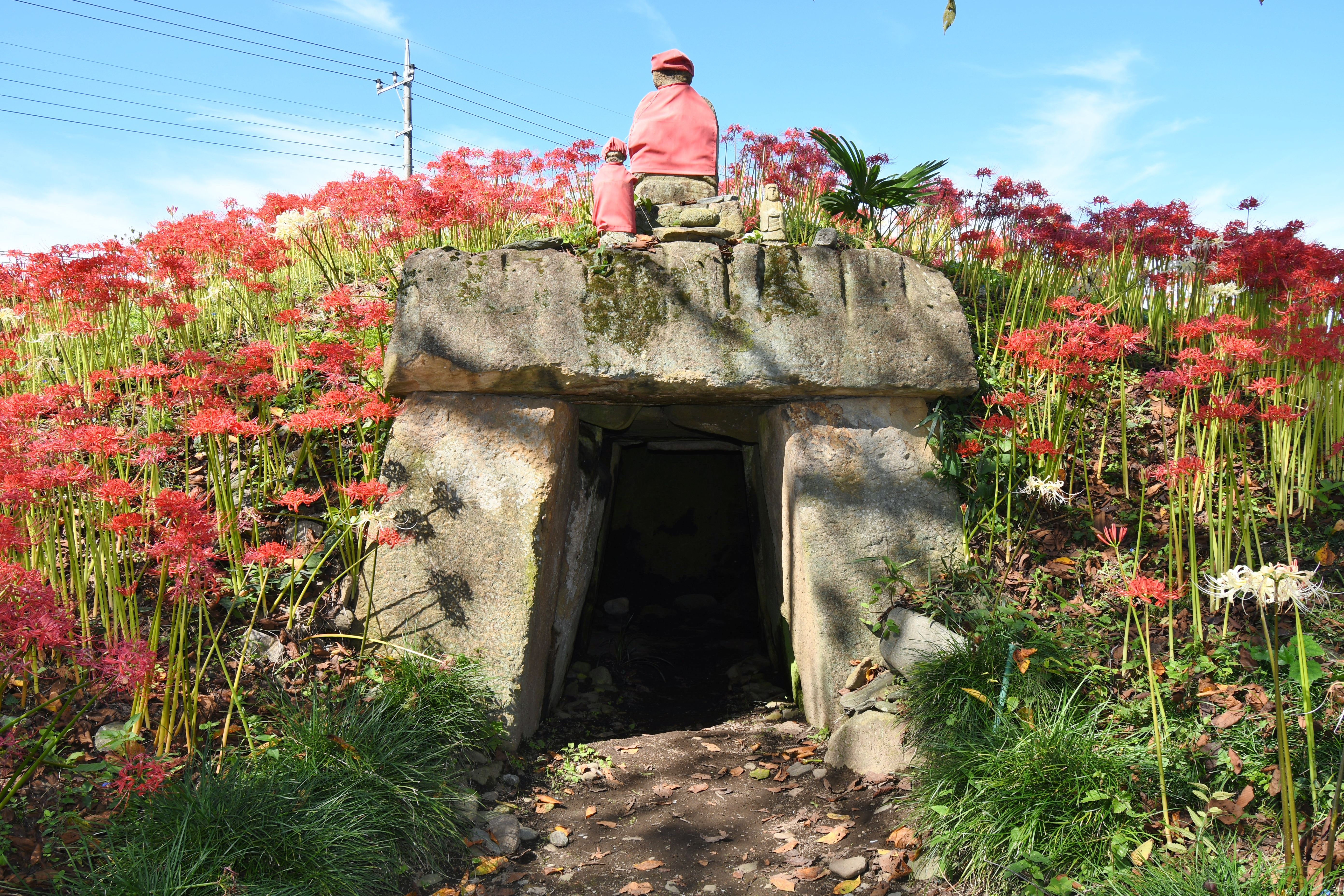
開口部
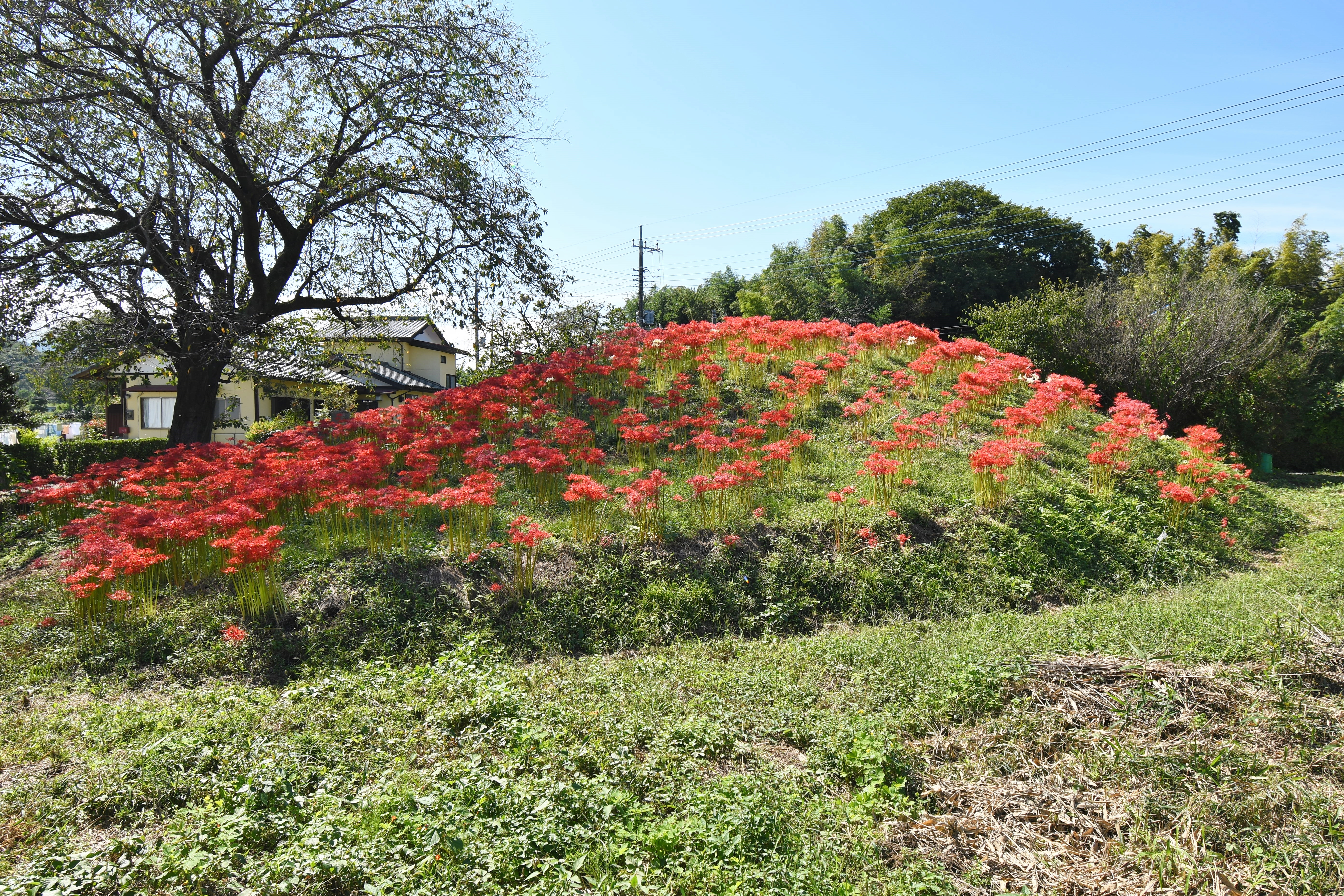
墳丘

## 文化財

### 高崎市指定文化財
- 史跡
  - 多胡薬師塚古墳 - 1971年（昭和46年）6月29日指定[1][4]。